# Ultimul orizont
Ultimul orizont (în engleză Lost Horizon) este un film fantastic american din 1937 regizat de Frank Capra după scenariul scris de Robert Riskin, care a ecranizat romanul Orizont pierdut (1933) al lui James Hilton. Rolurile principale au fost interpretate de Ronald Colman, Jane Wyatt, H. B. Warner, Sam Jaffe și John Howard. Filmul a obținut două premii Oscar: Premiul Oscar pentru cele mai bune decoruri și Premiul Oscar pentru cel mai bun montaj.
Filmul a depășit bugetul său inițial cu peste 776.000 de dolari, iar recuperarea costurilor de producție a durat cinci ani. Criza financiară gravă pe care realizarea acestui film a produs-o companiei Columbia Pictures a contribuit la deteriorarea parteneriatului dintre Frank Capra și directorul Harry Cohn, ca și a prieteniei dintre Capra și Riskin.
În 2016 filmul a fost selectat de Biblioteca Congresului Statelor Unite ale Americii pentru a fi păstrat în National Film Registry („Registrul Național de Film al S.U.A.), fiind considerat „semnificativ din punct de vedere cultural, istoric sau estetic”.

## Rezumat
În cursul unor evenimente revoluționare petrecute în anul 1935 în China scriitorul, militarul și diplomatul britanic Robert Conway (Ronald Colman) are de îndeplinit o ultimă sarcină înainte de a se întoarce în Anglia pentru a deveni noul secretar de stat pentru afaceri externe: evacuarea a 90 de cetățeni occidentali aflați în orașul Baskul. El se îmbarcă cu ultimul grup într-un avion care trebuia să-l ducă la Shanghai, în ciuda încercărilor revoluționarilor chinezi de a-l opri.
Fără ca pasagerii să știe, pilotul fusese însă înlocuit și aeronava fusese deturnată. Avionul rămâne în cele din urmă fără combustibil și se prăbușește în Munții Himalaya, iar pilotul își pierde viața. Cei cinci pasageri sunt salvați de Chang (H. B. Warner) și de oamenii lui și sunt duși la Shangri-La, o vale idilică, aflată la adăpost de vântul năpraznic și de frigul din munți. Locuitorii fericiți din acea vale sunt conduși de un personaj misterios: Marele Lama (Sam Jaffe).
Deși sunt inițial nerăbdători să revină în mijlocul civilizației moderne, majoritatea nou-veniților ajung treptat să fie atrași de viața liniștită din lamaseria Shangri-La, inclusiv paleontologul Alexander Lovett (Edward Everett Horton), escrocul Henry Barnard (Thomas Mitchell) și femeia cinică, bolnavă în faza terminală, Gloria Stone (Isabel Jewell), care pare să se însănătoșească într-un mod miraculos. Conway este încântat în mod deosebit, mai ales după ce o întâlnește pe Sondra (Jane Wyatt), o tânără femeie care a crescut în Shangri-La. Cu toate acestea, fratele mai mic al lui Conway, George (John Howard), și Maria (Margo), o altă femeie tânără și atrăgătoare, de origine rusă, pe care o întâlnește acolo, sunt hotărâți să plece.
Conway obține în cele din urmă o audiență la Marele Lama și află că sosirea lui acolo nu a fost un accident. Fondatorul lamaseriei Shangri-La are o vârstă de peste 200 de ani, păstrată, ca și în cazul celorlalți locuitori, de proprietățile magice ale acelui paradis terestru, dar se află pe moarte și are nevoie de o persoană înțeleaptă și cunoscătoare a lumii moderne pentru a-i putea continua misiunea. Sondra, care citise scrierile lui Conway, credea că diplomatul britanic era persoana potrivită pentru a conduce lamaseria și îl recomandase Marelui Lama, care organizase operațiunea de răpire. Bătrânul îl numește pe Conway ca succesor și apoi moare liniștit.
George refuză să creadă povestea fantastică a Marelui Lama și este susținut în decizia sa de a pleca de tânăra rusoaică Maria. Nefiind sigur dacă afirmațiile Marelui Lama erau adevărate și sfâșiat între datorie și dragoste, Conway cedează fără tragere de inimă în fața insistențelor fratelui său, iar cei doi părăsesc lamaseria Shangri-La, luând-o cu ei pe Maria, în ciuda faptului că fuseseră avertizați că ea este mult mai bătrână decât pare. După mai multe zile de călătorie obositoare, ea începe să se simtă epuizată și cade cu fața în zăpadă. Când o întorc pe Maria cu fața în sus, ei observă că ea dobândise trăsăturile fizice ale unei femei foarte bătrâne și murise, deoarece plecarea ei de la Shangri-La i-a accelerat procesul de îmbătrânire fizică, arătându-i adevărata vârstă. Înspăimântat, George își pierde simțul rațiunii și se aruncă în gol de pe o stâncă abruptă, pierzându-și viața.
Conway își continuă singur călătoria și reușește să ajungă în cele din urmă la o misiune chineză unde este găsit de o echipă de căutare. Suferințele trăite în cursul călătoriei l-au făcut să-și piardă memoria și să nu-și mai aducă aminte nimic de Shangri-La. Pe drumul lui de întoarcere către Anglia, memoria începe să-i revină; el relatează întâmplările prin care a trecut și apoi sare de pe vapor în mare. Căutătorii îl urmăresc până în Munții Himalaya, dar acolo îi pierd urma. Conway reușește în final să se întoarcă la Shangri-La.

## Distribuție
| - Ronald Colman - Robert Conway - Jane Wyatt - Sondra Bizet - H. B. Warner - Chang - Sam Jaffe - Marele Lama - John Howard - George Conway - Edward Everett Horton - Alexander P. Lovett - Thomas Mitchell - Henry Barnard - Margo - Maria - Isabel Jewell - Gloria Stone | Actori nemenționați - Hugh Buckler - lordul Gainsford - Willie Fung - șeful bandiților de la postul de alimentare cu combustibil - Richard Loo - funcționar la aeroportul din Shanghai - Leonard Mudie - secretarul de stat pentru afaceri externe - David Torrence - primul ministru al Marii Britanii - Victor Wong - șeful bandiților - Sonny Bupp - băiatul cărat către avion - Noble Johnson - conducătorul călăuzelor pe drumul de întoarcere - Margaret McWade - misionară |

## Producție
Frank Capra a citit romanul lui James Hilton în timp ce filma S-a întâmplat într-o noapte și intenționa ca noul său proiect cinematografic să fie Lost Horizon. Atunci când Ronald Colman, prima și singura sa alegere pentru rolul lui Robert Conway, s-a dovedit a fi indisponibil, Capra a decis să aștepte și să realizeze în acest timp filmul Mr. Deeds Goes to Town (1936).
Harry Cohn a alocat un buget de 1,25 milioane de dolari pentru film, aceasta fiind cea mai mare sumă alocată până atunci unui proiect cinematografic. Potrivit unui interviu cu Frank Capra, Jr. apărut în 1986 în revista Variety, tatăl său dorea să realizeze filmul în culori, dar pentru că singura filmare de arhivă potrivită (extrasă dintr-un film documentar despre Himalaya) pe care intenționa să o încorporeze în film era în alb-negru, a fost nevoit să-și schimbe planurile. În 1985 Capra Sr. a susținut că decizia de a realiza filmul în alb-negru a fost adoptată pentru că procedeul Tehnicolor era nou și destul de scump, iar studioul nu a vrut să mărească bugetul filmului pentru a-l folosi.
O altă problemă a fost găsirea actorului care să interpreteze rolul Marelui Lama. După o filmare de probă cu actorul de teatru A. E. Anson (56 de ani), Capra a decis că el era potrivit pentru rol. A sunat la casa actorului și i-a spus menajerei, care a răspuns la telefon, să-i comunice lui Anson că a primit rolul. La scurtă vreme, menajera l-a sunat pe Capra și i-a spus că, atunci când a auzit vestea, Anson a suferit un atac de cord și a murit. Ulterior, Capra a oferit acest rol lui Henry B. Walthall (58 de ani). Actorul a murit înainte de începerea filmărilor. În cele din urmă, căutând o combinație mai sigură între vârstă și înțelepciune, Capra i-a acordat rolul lui Sam Jaffe, care avea doar 45 de ani.
Încă de la început, Capra a întâmpinat dificultăți care au dus la depășirea serioasă a cheltuielilor de producție. Filmările au început pe 23 martie 1936, iar până în momentul încheierii lor, pe 17 iulie, regizorul cheltuise deja 1,6 milioane de dolari. Cheltuielile suplimentare au fost cauzate de filmarea secvențelor din interiorul aeronavei și a secvențelor călătoriei prin zăpadă la Los Angeles Ice and Cold Storage Warehouse, unde temperatura scăzută a afectat echipamentele și a cauzat întârzieri îndelungate. Decorurile Streamline Moderne ale lamaseriei Shangri-La, proiectate de Stephen Goosson, au fost construite în vecinătatea Hollywood Way, un drum aglomerat în timpul zilei, ceea ce a determinat ca unele filmări să fie realizate noaptea și a impus efectuarea unor cheltuieli suplimentare foarte mari. Multe secvențe exterioare au fost filmate în diferite locuri din Palm Springs, Lucerne Valley, Ojai Valley, Deșertul Mojave, Munții Sierra Nevada și în actualul Westlake Village, costurile de transport a actorilor, echipei tehnice și a echipamentului contribuind, de asemenea, la umflarea bugetului.
Capra a folosit mai multe camere de filmat pentru a acoperi fiecare scenă din mai multe unghiuri, ceea ce a făcut să fie utilizați 335.000 de metri de peliculă. Pentru o secvență ce dura doar patru minute el a filmat 1.828 de metri de peliculă, echivalentul unei ore de vizionare pe ecran. El a petrecut șase zile filmând monologurile Marelui Lama, interpretate de Sam Jaffe, apoi a filmat de două ori aceleași scene, odată cu Walter Connolly, deoarece a crezut că machiajul lui Jaffe era neconvingător și că actorul părea prea tânăr pentru acel rol. Cele 40 de minute de film cu Marele Lama au fost reduse ulterior la 12 minute, câte au rămas în versiunea finală. Filmările au durat 100 de zile, cu 34 de zile mai mult decât era planificat. Costurile finale ale filmului, inclusiv materialele publicitare, s-au ridicat la 2.626.620 $ și au rămas neacoperite până la relansarea filmului în 1942.
Prima versiune a filmului avea o durată de șase ore. Conducătorii studioului s-au gândit să împartă filmul în două părți, dar au decis în cele din urmă că ideea era impracticabilă. Lucrând împreună cu editorii Gene Havlick și Gene Milford, Capra a reușit să reducă timpul de vizionare la 3½ ore pentru prima previzionare care a avut loc în Santa Barbara la 22 noiembrie 1936. Ca urmare a faptului că previzionarea filmului a avut loc după comedia screwball Theodora Goes Wild, publicul nu a fost receptiv la o dramă epică atât de lungă. Mulți spectatori au ieșit din sală, iar cei care au rămas au râs la vizionarea unor secvențe care trebuiau să fie serioase. Feedback-ul a fost în mare măsură negativ, iar Capra a fost atât de dezamăgit, încât a plecat la Lake Arrowhead și a stat izolat acolo timp de câteva zile. El a susținut mai târziu că a ars primele două benzi ale filmului, o relatare respinsă de Milford, care a precizat că aruncarea în foc a unei pelicule de nitrat ar fi generat o explozie devastatoare.
Ca urmare a previzionărilor dezastruoase, Capra a realizat tăieri considerabile și, pe 12 ianuarie 1937, a filmat noi secvențe cu Marele Lama, scrise de Sidney Buchman, care a refuzat ca numele său să fie menționat în film. Noua versiune a pus un accent mai mare pe situația mondială tot mai tulbure de la vremea respectivă. Încă nemulțumit de lungimea filmului, Harry Cohn a intervenit; el a anulat premiera din 1 februarie 1937 și a remontat personal filmul. Când filmul a avut premiera la San Francisco pe 2 martie, avea o durată de 132 de minute. A avut loc o lansare inițială limitată în câteva orașe selectate, cu doar două vizionări pe zi și bilete vândute pe baza unui loc rezervat. Deoarece încasările la box-office au fost destul de scăzute, șeful studioului a tăiat încă 14 minute înainte ca filmul să aibă premiera generală în luna septembrie. Din cauza tăierilor făcute fără aprobarea sa, Capra a dat mai târziu în judecată compania Columbia Pictures, menționând „dezacorduri contractuale”, printre care și refuzul studioului de a-i plăti un salariu semestrial de 100.000 de dolari. La 27 noiembrie 1937 s-a ajuns la o înțelegere, iar Capra și-a primit banii și a fost scutit de obligația de a face unul dintre cele cinci filme cerute prin contractul său. În 1985 regizorul a pretins că Cohn, pe care l-a descris ca „producătorul evreu”, a tăiat filmul pentru ca să poată fi difuzat zilnic de mai multe ori în cinematografe și să crească șansa filmului de a obține profit.

## Receptare critică
Frank S. Nugent a afirmat în ziarul american The New York Times că Lost Horizon este „un mare film de aventuri, dramatizat spectaculos, filmat frumos și jucat excelent”. El a continuat:
Nu poate fi negată opulența producției, impresionabilitatea decorurilor, splendoarea costumelor, atenția satisfăcătoare către cele mai mari și mici detalii care fac ca Hollywoodul să fie un astfel de furnizor generos de divertisment. Putem să ridiculizăm creația într-un mod minor, dar atunci când impresarii de pe Coasta de Vest decid să-și facă treaba spectacolul ce rezultă ne scufundă într-o strălucire caldă și agreabilă. ... Secvența penultimă este la fel de vie, iute și strălucit realizată ca și prima. Doar sfârșitul este oarecum dezamăgitor. Dar poate că acesta este inevitabil, deoarece nu poate exista un sfârșit cu adevărat satisfăcător al niciunei fantezii. ... Domnul Capra a fost vinovat de câteva clișee regizorale, dar în rest a făcut o treabă perfectă. Filmul are fără îndoială cea mai bună imagine și cele mai bune decoruri ale anului. Merită văzut cu orice preț.
Nugent l-a numit mai târziu unul dintre cele mai bune 10 filme ale anului.
The Hollywood Reporter l-a numit „un tur de forță artistic... în toate privințele, un triumf pentru Frank Capra”. Revista Variety l-a considerat o adaptare „excelentă” a romanului lui Hilton care „poate fi plasată alături de cele mai prestigioase filme ale industriei [cinematografice - n.n.]”. The Film Daily a afirmat că Lost Horizon este o „dramă artistică impresionantă” și „în mod clar o contribuție merituoasă în domeniul industriei [cinematografice - n.n.]”.
Mai puțin entuziasmat a fost Otis Ferguson, care în recenzia sa pentru revista National Board of Review constata următoarele: „Acest film a fost făcut cu cheltuială și o grijă evidentă, dar el va fi celebru în viitor doar prin faptul că este primul pas greșit într-o carieră care a fost până acum o negare a tendințelor cinematografice pe care acest film le reprezintă”. John Mosher de la The New Yorker a lăudat „frumoasele scene de zbor” și „frânturile de încleștări sălbatice și înfricoșătoare pe vârfurile și pe colțurile abrupte ale munților”, dar a considerat că adaptarea este în general „oarecum lungă și plictisitoare pe ecran. Am crezut că bătrânul lama va continua să vorbească la nesfârșit”. Joseph McBride a constatat într-o biografie ulterioară a lui Frank Capra că accentul pus de cineast mai degrabă pe temă decât pe oameni a fost evident în film; el a constatat, de asemenea, că filmul a fost un „dezastru” financiar.
Într-un comentariu publicat în ziarul The Spectator, Graham Greene a fost de acord cu cei mai puțin entuziaști comentatori americani. „Nimic nu dezvăluie mai mult caracterele bărbaților decât utopiile lor... această utopie seamănă foarte mult cu domeniul luxos al unui star de film din Beverly Hills: urmăriri jucăușe printre arbori, bălăciri și scufundări în bazine înconjurate de flori sub cascade puțin veridice și mese abundente și fără margini... ceva american incorigibil: un fel de idealism pur („Avem o singură regulă, Bunătatea”) și, bineînțeles, o fată (domnișoara Jane Wyatt, una dintre starletele mai puțin inteligente), care a citit cele mai bune cărți (inclusiv aceasta) și are atitudinea colegială sfioasă a unei învățătoare nu prea pregătite”. Filmul este, în opinia lui Greene, „foarte lung” și „foarte plictisitor... imediat ce secvențele de început se încheie”. Criticul a regretat, de asemenea, ratarea unor oportunități: „Dacă secvențele etice lungi și plictisitoare ar fi fost tăiate până la os, ar fi existat o mulțime de spațiu pentru adevărata poveste: șocul cruzimii și injustiției occidentale resimțit de un bărbat reîntors de la un mod de viață mai frumos și mai blând”.

## Premii și nominalizări
Decorurile complexe ale lui Stephen Goosson i-au adus Premiul Oscar pentru cele mai bune decoruri, iar Gene Havlick și Gene Milford au primit Premiul Oscar pentru cel mai bun montaj.
Lost Horizon a fost nominalizat la Premiul Oscar pentru cel mai bun film, dar a pierdut în fața filmului Viața lui Émile Zola. H.B. Warner a pierdut Premiul Oscar pentru cel mai bun actor în rol secundar în fața lui Joseph Schildkraut pentru rolul din Viața lui Émile Zola. Deși Dimitri Tiomkin a compus muzica filmului, nominalizarea pentru Premiul Oscar pentru cea mai bună coloană sonoră i-a revenit lui Morris Stoloff, șeful departamentului muzicii de film de la Columbia Pictures. Oscarul a fost câștigat de Charles Previn de la Universal Pictures pentru filmul One Hundred Men and a Girl. John P. Livadary a fost nominalizat la Premiul Oscar pentru cel mai bun mixaj sonor, dar a pierdut în fața lui Thomas Moulton pentru filmul The Hurricane. Charles C. Coleman a fost nominalizat la Premiul Oscar pentru cel mai bun regizor asistent, care i-a revenit lui Robert Webb pentru In Old Chicago. Acesta a fost ultimul an în care s-a mai acordat Premiul Oscar pentru această categorie.
Nominalizări în lista American Film Institute (AFI)
- AFI's 100 Years...100 Movies[24]
- AFI's 100 Years of Film Scores[25]
- AFI's 100 Years...100 Movies (10th Anniversary Edition)[26]
- AFI's 10 Top 10 – Film fantastic[27]

## Relansări ulterioare și remake-uri
În 1942 filmul a fost relansat sub titlul The Lost Horizon of Shangri-La. Un discurs dur ținut de Robert Conway în stare de ebrietate, în care ridiculiza cu cinism războiul și diplomația, fusese deja șters în versiunea oficială de la momentul lansării. Capra a simțit că filmul nu avea sens fără acea secvență, iar în ultimii ani criticul de film Leslie Halliwell a descris cele 12 minute care lipseau ca fiind „vitale”. Această secvență a fost reintrodusă în film în anii următori.
În 1952 a fost lansată o versiune de 92 de minute a filmului, destinată a fi difuzată la televiziune. Scopul său a fost acela de a diminua trăsăturile utopiei care sugerau idealuri comuniste, un punct sensibil după ce Războiul Civil Chinez s-a încheiat în 1949 cu ascensiunea la putere în China a Partidului Comunist al Mao Zedong. Această versiune a fost timp de mai mulți ani singura versiune difuzată a filmului.
În 1973 AFI a inițiat o restaurare a filmului. Proiectul de restaurare a fost realizat de UCLA Film and Television Archive (sub supravegherea lui Robert Gitt) și de Columbia Pictures și a fost finalizat în 13 ani. Deși au fost recuperate toate cele 132 de minute ale coloanei sonore originale, au fost găsite doar 125 de minute de peliculă, astfel că cele șapte minute de secvențe care lipsesc au fost înlocuite cu o combinație de fotografii publicitare ale actorilor realizate în timpul filmărilor și cadre statice care înfățișează scenele care lipsesc.
Tot în 1973 Columbia Pictures a produs o versiune modernă muzicală regizată de Charles Jarrott și cu Peter Finch și Liv Ullmann în rolurile principale. Filmul a avut o coloană sonoră realizată de Burt Bacharach și Hal David. Acest remake s-a dovedit a fi un dezastru financiar și critic. A fost lansat la sfârșitul unei epoci a filmelor muzicale scumpe, inaugurată de succesul uriaș al producțiilor Mary Poppins, My Fair Lady și The Sound of Music.

## Adaptări în alte medii
Lost Horizon a fost adaptat ca o piesă radiofonică cu Ronald Colman și Donald Crisp pentru emisiunea din 15 septembrie 1941 a serialului-antologie Lux Radio Theatre. Colman și-a reluat rolul pentru emisiunea din 27 noiembrie 1946 a programului radiofonic Academy Award și pentru emisiunea din 24 iulie 1948 a programului radiofonic Favorite Story.
În 1946 Ronald Colman a realizat, de asemenea, un album cu trei înregistrări vocale ale unor secvențe din acest film pentru compania americană Decca Records. Muzica de pe acest album a fost compusă de Victor Young.
O altă adaptare radio cu Herbert Marshall în rol principal a fost difuzată în 30 decembrie 1948 în cadrul emisiunii Hallmark Playhouse.
Un musical intitulat Shangri-La a fost pus în scenă pe Broadway în 1956, dar spectacolul a fost anulat după numai 21 de reprezentații. El a fost montat în 1960 în cadrul serialului-antologie de televiziune Hallmark Hall of Fame.
Scriitorul american Harlan Ellison a făcut aluzie la acest film într-un comentariu realizat în 1995 pentru programul de televiziune Sci-Fi Buzz, în care se plângea de ceea ce percepea ca fiind analfabetism cultural cultural predominant.
O secvență de câteva secunde din acest film poate fi văzută în primul episod din sezonul 7 al serialului Mad Men, „Time Zones” (difuzat la 13 aprilie 2014), atunci când personajul Don Draper, care o vizita pe soția sa, Megan, în California, vizionează o difuzare nocturnă a filmului în care apar intertitlurile de la început.
Câteva secvențe care au precedat accidentul aviatic au fost prelucrate pentru cartea desenată pentru copii Opus & Bill, A Wish for Wings that Work.

## Versiuni ale filmului cu durate diferite
Lost Horizon a suferit diferite modificări ale duratei sale în cursul anilor:
- versiunea prezentată cu ocazia premierei inițiale limitate din martie 1937: 132 de minute
- versiunea prezentată cu ocazia premierei generale din septembrie 1937: 118 minute
- relansarea din 1942: 110 minute
- relansarea din 1948: restaurată la 118 minute
- versiunea difuzată la televiziune în 1952: 92 de minute – singura versiune în circulație timp de câteva decenii.
- versiunea restaurată prin procedee fotochimice în 1986: 132 de minute – 125 de minute de secvențe filmate sincronizate cu prima versiune completă a coloanei sonore; cadrele statice ale filmului și fotografiile publicitare făcute pe platoul de filmare au completat porțiunile albe.
- versiunea restaurată digital în 1998: 132 de minute – au fost efectuate o serie de noi operațiuni asupra versiunii restaurate în 1986.
- noua versiune restaurată digital 4K din 2016: 132 de minute – 126 de minute de secvențe filmate sincronizate cu coloana sonoră de la premieră, după ce a fost descoperit un minut suplimentar de peliculă.

Toate cele trei restaurări au fost lansate sau licențiate de mai multe ori pe plan mondial pe suport video de către Sony și predecesoarea ei Columbia Pictures. Versiunea restaurată în 1986 a fost lansată pe casetă VHS și pe LaserDisc, în timp ce versiunea restaurată din 1998 a fost lansată pe DVD. Versiunea restaurată din 2016 a fost lansată ca o variantă disponibilă prin descărcare digitală și ca o variantă imprimată pe Blu-ray în diferite teritorii, inclusiv Australia, Statele Unite ale Americii și o mare parte a țărilor din Europa.

## În cultura populară
Harry E. Huffman, proprietarul unei rețele de cinematografe din centrul orașului Denver, Colorado, a construit în 1937 o replică a mănăstirii reprezentate în film ca o reședință particulară, numind-o Shangri-La.
Povestirea „The Nine Billion Names of God” (1953) a lui Arthur C. Clarke, a cărei acțiune are loc într-o lamaserie tibetană, face referire la acest film, personajele numind lamaseria „Shangri-La” și poreclindu-l pe șeful lama „Sam Jaffe”.

## Legături externe
- Lost Horizon la Internet Movie Database
- Lost Horizon la TCM Movie Database
- Ultimul orizont la Allmovie
- Lost Horizon în Catalogul Institutului American de Film
- Lost Horizon at Virtual History
- Lost Horizon at EditorsGuild.com
- Analysis of the film's three different endings
- Six Screen Plays by Robert Riskin, Edited and Introduced by Pat McGilligan, Berkeley

### Streaming audio
- Lost Horizon on Lux Radio Theatre. 15 septembrie 1941
- Lost Horizon on Theater of Romance. 6 februarie 1945
- Lost Horizon on Academy Award Theater. 27 noiembrie 1946
- Lost Horizon on Favorite Story. 24 iulie 1948
- Lost Horizon on Hallmark Playhouse. 30 decembrie 1948
- Lost Horizon on Theater of Romance. 5 iunie 1954